# 인간수업
《인간수업》은 김진민 감독이 연출을 맡은 넷플릭스 오리지널 드라마로 2020년 4월 29일에 방송된 수요드라마이다. 김동희, 정다빈, 박주현, 남윤수 등이 출연했다.

## 기획 의도
돈을 벌기 위해 죄책감 없이 범죄의 길을 선택한 고등학생들이 그로 인해 돌이킬 수 없이 혹독한 대가를 치르는 과정을 그리고자 한 드라마이다.

## 캐스팅
- 김동희 : 오지수 역 - 계왕고등학교의 2학년 학생. 찐아싸 우등생이면서 조건 만남 알선 및 경호(?) 사업을 운영. 사업을 할 때 쓰는 가명은 '삼촌'. 배규리에게 휴대폰을 뺏긴 후부터는 굉장히 허점이 많고 겁도 많은 쫄보라는 사실이 드러남
- 정다빈 : 서민희 역 - 계왕고등학교 학생. 2학년 짱인 곽기태와 사귀고 있으며 오지수처럼 이중 생활을 이어가는 고등학생
- 박주현 : 배규리 역 - 계왕고등학교 학생. 학교 내에서도 손꼽히는 인싸(인사이더)로 학년, 성별에 관계 없이 친한 사람이 많아 여학생이라면 친해지기 힘든 한 학년 위의 운동부와도 친한 모습을 보임
- 남윤수 : 곽기태 역 - 계왕고등학교 학생. 민희의 남자친구로 계왕고등학교 소위 2학년 짱
- 최민수 : 이왕철 역 - 이실장. 지수의 사업을 도움을 주는 조건 만남 바지 사장
- 서예화 : 나성미 역 - 서민희가 속한 조건 만남 여성들 모임의 리더. 오지수의 고객들 중 하나
- 박혁권 : 조진우 역 - 지수와 규리의 담임 선생님
- 박호산 : 오정진 역 - 지수의 아버지
- 민복기 : 학주 역 - 학생 주임
- 연보라 : 수학 선생님 역
- 박경환 : 학교 선생님 역
- 김여진 : 이해경 역 - 청소년 성범죄 신고를 접한 뒤 사건의 배후를 쫓는 여성청소년계 경위. 계왕고등학교 전담 경찰관
- 김광규 : 조병관 역 - 청소년 성범죄 신고를 접한 뒤 사건의 배후를 쫓는 여성청소년계 경위. 계왕고등학교 전담 경찰관
- 오광록 : 재익 역 - 이실장의 군대 동기
- 심이영 : 조혜연 역 - 규리 엄마. 유명 연예기획사를 운영
- 김영필 : 규리 아버지 역 - 유명 연예기획사를 운영
- 최대훈 : 최대표 역
- 곽희주 : 이태림 역
- 은우 : 댄스 심사위원 역
- 임주영 : 심사위원 역
- 우연화 : 심사위원 역
- 진혜원 : 커피숍 알바생 역
- 임기홍 : 류대열 - 바나나 노래 클럽 깡패 조직의 우두머리. 미정의 남편(혼인신고는 안 했다고 한다)
- 백주희 : 미정 역 - 대열의 애인
- 이현걸 : 깍두기 역 - 류대열의 오른팔. 작중 신체 능력 최강자

- 박보미 : 민주 역
- 장세림 : 은채 역
- 김이경 : 지예 역
- 권한솔 : 혜민 역
- 우다비 : 수지 역
- 강소희 : 나은 역
- 이재백 : 강빵 역
- 최준규 : 채빈 역
- 김규태 : 태우 역
- 이승우 : 경식 역
- 천동빈 : 정환 역
- 박성현 : 방진환 역
- 김우석 : 운동부 1 역
- 이우영 : 운동부 2 역
- 김주민 : 운동부 3 역
- 김상현 : 고등호빠 1 역
- 한요셉 : 고등호빠 2 역
- 한재영 : 연습생 1 역
- 김기현 : 연습생 2 역
- 박경민 : 연습생 3 역
- 이동식 : 연습생 4 역
- 김나영 : 여배우 1 역
- 신혜리 : 여배우 2 역
- 조영지 : 미정일행 1 역
- 이해인 : 미정일행 2 역
- 김선영 : 미정일행 3 역
- 김온세 : 미정일행 4 역
- 이채희 : 미정일행 5 역
- 임소현 : 미정일행 6 역
- 정혜선 : 미정일행 7 역
- 조민경 : 미정일행 8 역
- 김수현 : 김기범 역 - 반 학생
- 김태훈 : 김요한 역 - 반 학생
- 노수민 : 김호태 역 - 반 학생
- 심미연 : 신기환 역 - 반 학생
- 유지연 : 안원형 역 - 반 학생
- 이유선 : 윤예진 역 - 반 학생
- 전영인 : 장주영 역 - 반 학생
- 최지우 : 주재현 역 - 반 학생

## 제작진
- 감독: 김진민